# Transe
Pour l’article homonyme, voir Transes (film).
Pour les articles ayant des titres homophones, voir Trans et Trance (homonymie).

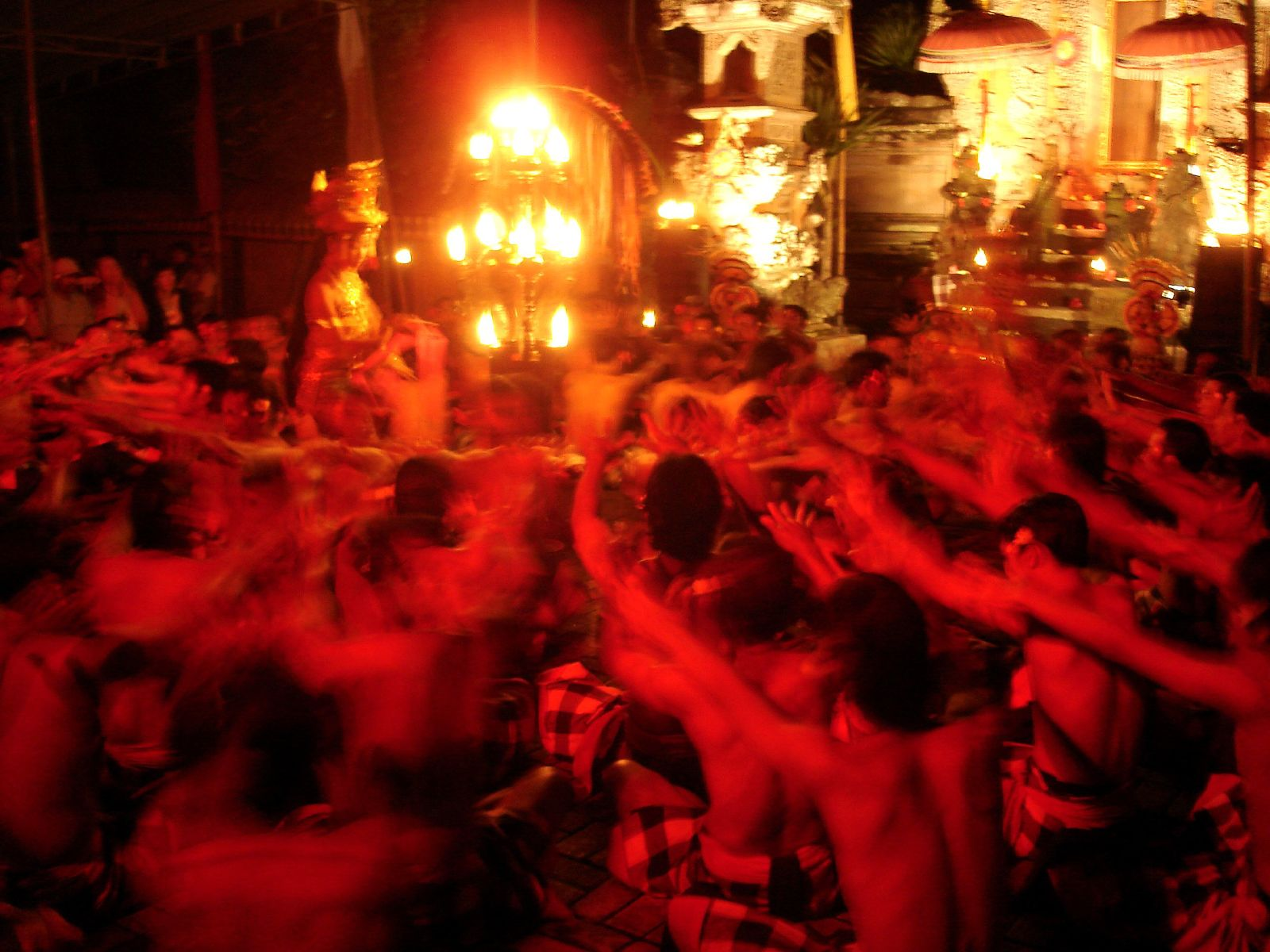
Cérémonie en Indonésie

La transe est un état modifié de conscience. Il en existe différentes formes : chamanique, hypnotique, médiumnique, etc.

## Étymologie
Le terme transe, qui peut aussi s'écrire trance (terme anglais), est de la même famille que le verbe « transir », qui, au Moyen Âge, signifie « partir », « passer », « s'écouler ». Il vient du latin transire. À partir du Ve siècle, il prend souvent le sens de « passer de vie à trépas », tout comme le terme samadhi parfois utilisé dans l'hindouisme.
Bien que l'expression « entrer en transe » au sens d'un état psycho-physiologique particulier soit apparue au XIVe siècle, l'état de transe est connu depuis plus longtemps. 

## Définitions
Selon Georges Lapassade, la transe est un « état second », « ayant à la fois une dimension psychologique et une dimension sociale ».
Selon Pierre A. Riffard : « La transe (transport spirituel) est un état modifié de conscience impliquant d'abord un dédoublement, le vécu d'une division ou multiplication de personnalité (corps/âme, esprit propre/esprit étranger…), ensuite un automatisme psychologique, l'impression de subir certains phénomènes psychiques (autonomie de l'âme, incorporation d'un esprit…) ».

## Caractéristiques
La transe a été popularisée par les images spectaculaires de « sorciers » dont le corps était agité de soubresauts et les yeux révulsés. Si certains de ces phénomènes sont authentiques, d'autres sont simulés. Dans les soirées « techno » (les rave party), il a pu être noté que, sans connaissance du phénomène, une forme de transe pouvait être produite par entrainement collectif.
La transe résulte de moyens « techniques » particuliers : danse rotative (Danse circulaire), accompagnée de musique percussive ou à tendance obsessionnelle, hyperflexion ou hyperextension du cou, pression sur les globes oculaires et fermeture des paupières, manœuvre de Valsalva, usage de certains procédés sonores, jeûne, respiration accélérée (hyperventilation, rebirth), usage éventuel de psychoactifs comme les plantes enthéogènes, échauffement collectif, etc. Certaines de ces méthodes pouvant présenter un danger, il est fortement déconseillé de les pratiquer sans un encadrement initial de personnes expérimentées.
En psychiatrie, dans le DSM-5, l'expression « transe dissociative » est utilisée pour caractériser un trouble pathologique.

## Formes

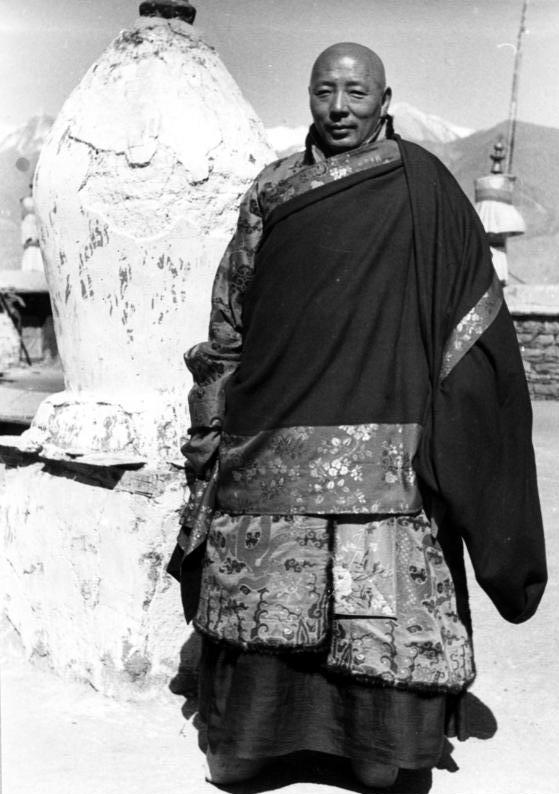
Lobsang Namgyal, oracle de Nechung en 1938

Les formes de la transe sont nombreuses, et fort différentes. En voici les types principaux, cités par ordre alphabétique.
- transe cataleptique
- transe chamanique
- transe cognitive auto-induite[6]
- transe convulsive
- transe de personnalités multiples : trouble dissociatif de l'identité
- transe de possession
- transe de vision
- transe d'inspiration créative, poétique (poïétique) ou divine (théopneustie)
- transe divinatoire, les plus célèbres étant celles de la Pythie de Delphes, ou encore de l'oracle de Nechung, l'oracle d'État du Tibet, dont Thubten Ngodup est actuellement le médium[7].
- transe ecsomatique : sortie-hors-du-corps, voyage astral, Out-of-the-Body Experience (O.B.E.)
- transe érotique
- transe extatique (de nature mystique)
- transe "haineuse" : transe guidée par une certaine haine, pour les kamikazes ou les berserkers.
- transe hypnotique
- transe méditative
- transe médiumnique, la plus célèbre étant celle du médium spirite
- transe néoténique (à la naissance), liée au "traumatisme de la naissance" selon Otto Rank, à la "matrice périnatale fondamentale" IV (naissance) selon Stanislav Grof
- transe onirique (durant le rêve)
- transe orgasmique : orgasme
- transe psychédélique (sous l'influence de drogues hallucinogènes)
- transe somnambulique
- transe terminale (au seuil de la mort) : expérience de mort imminente, Near Death Experience (N.D.E.)

### Ouvrages
- Dr Jacques Donnars, La transe : technique d'épanouissement, 1985
- Georges Lapassade, Les états modifiés de conscience, PUF, coll. Nodules, 1987.
- Georges Lapassade, La transe, PUF, coll. Que sais-je ?, 1990.
- Catherine Clément, L'appel de la transe, Stock, 20 avril 2011 (ISBN 978-2-234-07043-1, lire en ligne)
- Jean-Marie Brohm et Georges Bertin (dir.), Possessions, éditions du Cosmogone, Lyon, 2017,  (ISBN 9782810302093)[8].
- Ehler Voss (dir.), Mediality on Trial. Testing and Contesting Trance and Other Media Techniques. Berlin, Boston 2020. http://dx.doi.org/10.1515/9783110416411

### Articles
- Jean-François Beauchêne, Transterpsychothérapie. Incidences des musiques traditionnelles des provinces de l'ouest de la France, article, dans Possessions (2017), dirigé par Jean-Marie Brohm et Georges Bertin.
- « Les étranges pouvoirs de la transe sur le cerveau étudiés à l’université », Le Monde.fr,‎ 18 novembre 2021 (lire en ligne)